# Tuupovaara
Tuupovaara este o fostă comună din Finlanda.